# Picon

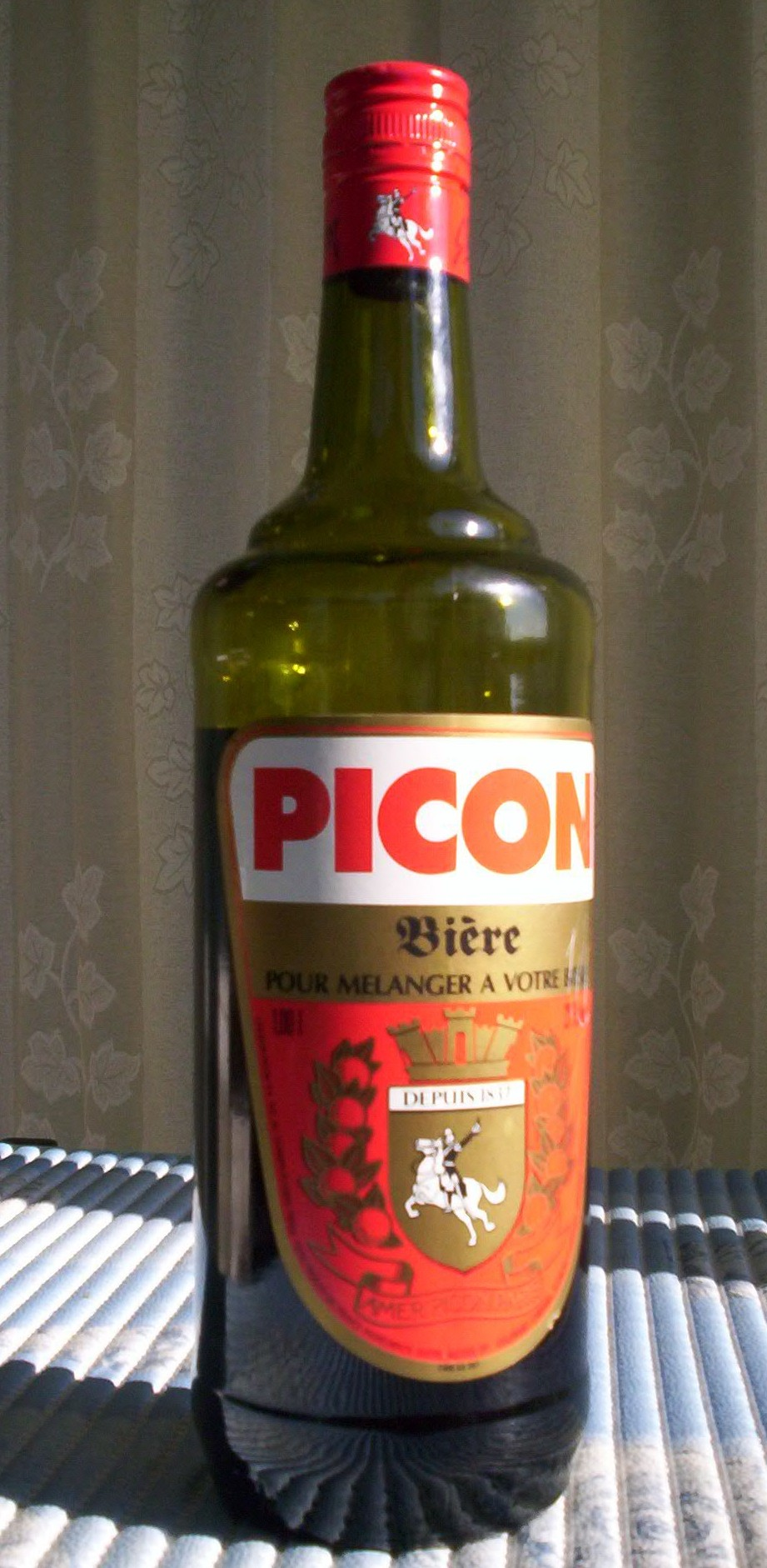
Eine Flasche Picon Bière

Picon ist ein französischer, karamellfarbener Bitterlikör (frz. Amer) der meist in Aperitifs verwendet wird. Geschmacksgebende Stoffe sind primär Orangen bzw. Orangenschalen, daneben auch Enzian und Chinarindenbaum.

## Geschichte
Das Getränk wurde im Jahr 1837 von dem Gaétan Picon erfunden, einem Destillateur aus Marseille. Picon diente in der französischen Armee in Algerien, wo zu dieser Zeit chininhaltige Quinquina-Weine zur Malariaprophylaxe weit verbreitet waren. Auf deren Grundlage entwickelte Picon einen eigenen Likör aus Orangenschalen, Enzian und Chinin. Ziel war es, ein haltbares, bitteres Getränk zu schaffen, das sowohl den Appetit anregen als auch den französischen Soldaten als Tonikum dienen sollte. Das Produkt war ab 1837 unter dem Namen „Amer Africain“ (afrikanischer Bitter) bekannt.
Picon gründete zunächst in Philippeville eine Brennerei, bevor er seinen Standort nach Algier verlagerte. Daneben gründete er im Verlauf weitere Brennereien in Constantine und Annaba. Nach seiner Rückkehr nach Frankreich 1872 gründete er eine weitere Fabrik in Marseille. Letztere ist noch in Betrieb.
Als im Jahr 1862 die Weltausstellung in London stattfand, trieb Jean-Baptiste Nouvion, der damalige Unterpräfekt von Phillipeville, ihn an, sein Getränk auf der Ausstellung zu präsentieren. Als dieser ablehnte, sandte Nouvion ohne Picons Wissen eine Kiste des Getränks nach London, wo Picons Erfindung mit einer Bronzemedaille ausgezeichnet wurde.

Bis in die 1980er Jahre gehörte Picon zur französischen Cusenier-Gruppe, einem traditionsreichen Likörhersteller. 

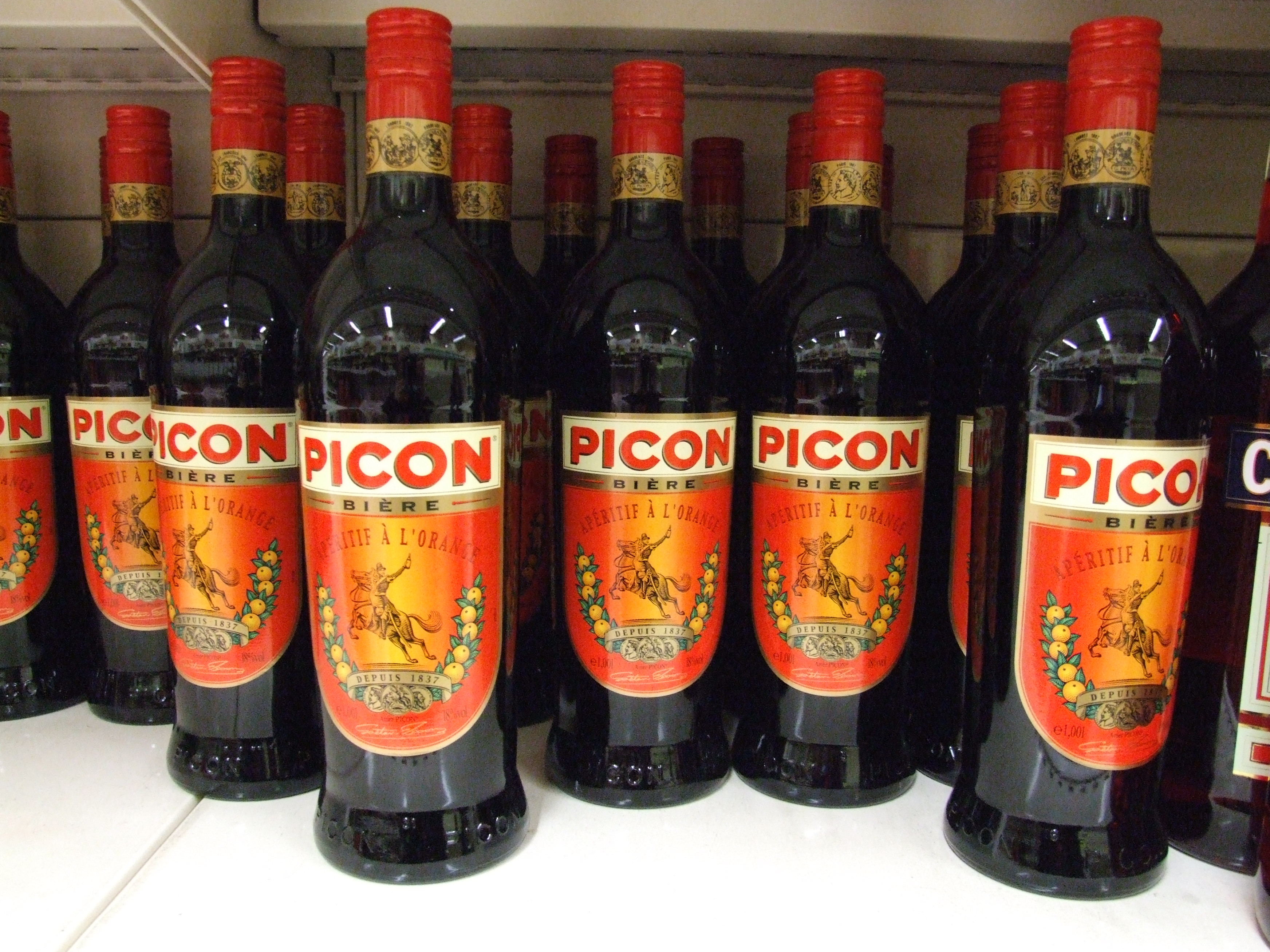
Picon-Flaschen im Supermarkt

In den 1980er Jahren wurde die Marke Picon aus dem Markenportfolio von Cusenier herausgelöst und an die britische Guinness Brauerei verkauft. Im Jahr 1997 fusionierte Guinness mit Grand Metropolitan und gründete den multinationalen Getränkekonzern Diageo, zu dessen Markenbestand Picon fortan gehörte. Im Mai 2022 gab die italienische Campari-Gruppe bekannt, dass sie die französische Bitters-Aperitif-Marke Picon sowie alle zugehörigen Vermögenswerte von Diageo übernommen hat.
Im Jahr 2003 wurde das Getränk hauptsächlich (79 %) in Nord- und Ostfrankreich verkauft. Die Gesamtproduktion betrug vier Millionen Flaschen.

## Herstellung
Die Herstellung von Picon erfolgt auf Basis einer Kombination aus Pflanzenauszügen, Zucker, Alkohol und Aromastoffen. Der Produktionsprozess gliedert sich in folgende Hauptschritte:
1. Mazeration: Die getrockneten Orangenschalen, Enzianwurzeln und Chinarinde werden in neutralem Alkohol (meist Weinbrand oder Ethanol landwirtschaftlichen Ursprungs) eingelegt, um ihre Bitterstoffe und ätherischen Öle herauszulösen.
2. Destillation: Die mazerierten Pflanzenauszüge werden im Anschluss destilliert. Dieser Prozess dient der Gewinnung konzentrierter Aromen und Bitterstoffe.
3. Vermischung & Aromatisierung: Die Destillate werden mit Zucker, Karamell (zur Farbgebung) und weiteren Aromastoffen vermischt. Hierbei werden auch Wasser und Alkohol zugesetzt, um den gewünschten Alkoholgehalt einzustellen.
4. Reifung (Assemblage): Nach dem Vermischen ruht der Likör für eine gewisse Zeit, damit sich die Aromen harmonisieren. Eine längere Fasslagerung, wie bei anderen Likören, erfolgt bei Picon in der Regel nicht.
5. Filtration & Abfüllung: Vor der Abfüllung wird das Produkt filtriert, um Trübstoffe zu entfernen. Der fertige Picon weist einen Alkoholgehalt von 18 % Vol. auf.

## Verbreitung und Popularität
Im Elsass wird Picon gern mit Bier vermischt als Aperitif getrunken (Picon-Bière). Diese Darreichungsform ist auch in Lothringen, Nordfrankreich, Luxemburg, Belgien und dem Saarland verbreitet. Picon-Bière gilt in diesen Regionen nicht nur als Aperitiftradition, sondern auch als Ausdruck einer gemeinsamen regionalen Identität, die über nationale Grenzen hinweg gepflegt wird. Im Elsass und in Lothringen hat sich Picon-Bière seit dem 19. Jahrhundert als Bestandteil der Arbeiter- und Wirtshauskultur etabliert. In anderen Teilen Frankreichs ist Picon hingegen weniger bekannt. In Deutschland (außer dem an Frankreich grenzenden Saarland) und der Schweiz war das Getränk lange Zeit weitgehend in Vergessenheit geraten. Bis in die 1960er Jahre war der Name im Werbeslogan „Erst mal entspannen, erst mal Picon“ in Hörfunk und Fernsehen zu hören.
In Luxemburg und im Saarland war Picon-Bière insbesondere in der Nachkriegszeit bis in die 1970er Jahre weit verbreitet. In Kneipen, Vereinsheimen und Arbeitercafés wurde der Aperitif als regionale Spezialität ausgeschenkt. Trotz eines zeitweiligen Rückgangs der Popularität ist Picon-Bière in diesen Regionen nach wie vor in der Gastronomie präsent, insbesondere in Grenzstädten wie Perl, Schengen, Differdingen, Grevenmacher oder Saarbrücken.
Der Picon wird in der Öffentlichkeit der Grenzregion häufig als Symbol gelebter Grenzgemeinschaften betrachtet, in bewusster Abgrenzung zur südfranzösischen Apéritif-Kultur um Pastis und Anisée. Picon gilt hierbei als eigenständiges Identitätsmerkmal der nordostfranzösischen und moselfränkischen Regionen, das kulturell sowohl französische als auch luxemburgisch-deutsche Einflüsse vereint. Seit den 2020er Jahren wird Picon von jungen Gastronomen und Eventveranstaltern gezielt als „authentisches Produkt der Grenzregion“ neu positioniert. Bei regionalen Apéritif-Festivals, Street-Food-Events und Craft-Bier-Messen taucht Picon-Bière zunehmend als bewusste Alternative zu modernen Spritz-Getränken auf. Die Campari-Gruppe, seit 2022 Eigentümer der Marke, unterstützt diese Entwicklung durch gezielte Vermarktungskampagnen, die Picon als traditionellen, regional verankerten Bitter-Aperitif inszenieren.

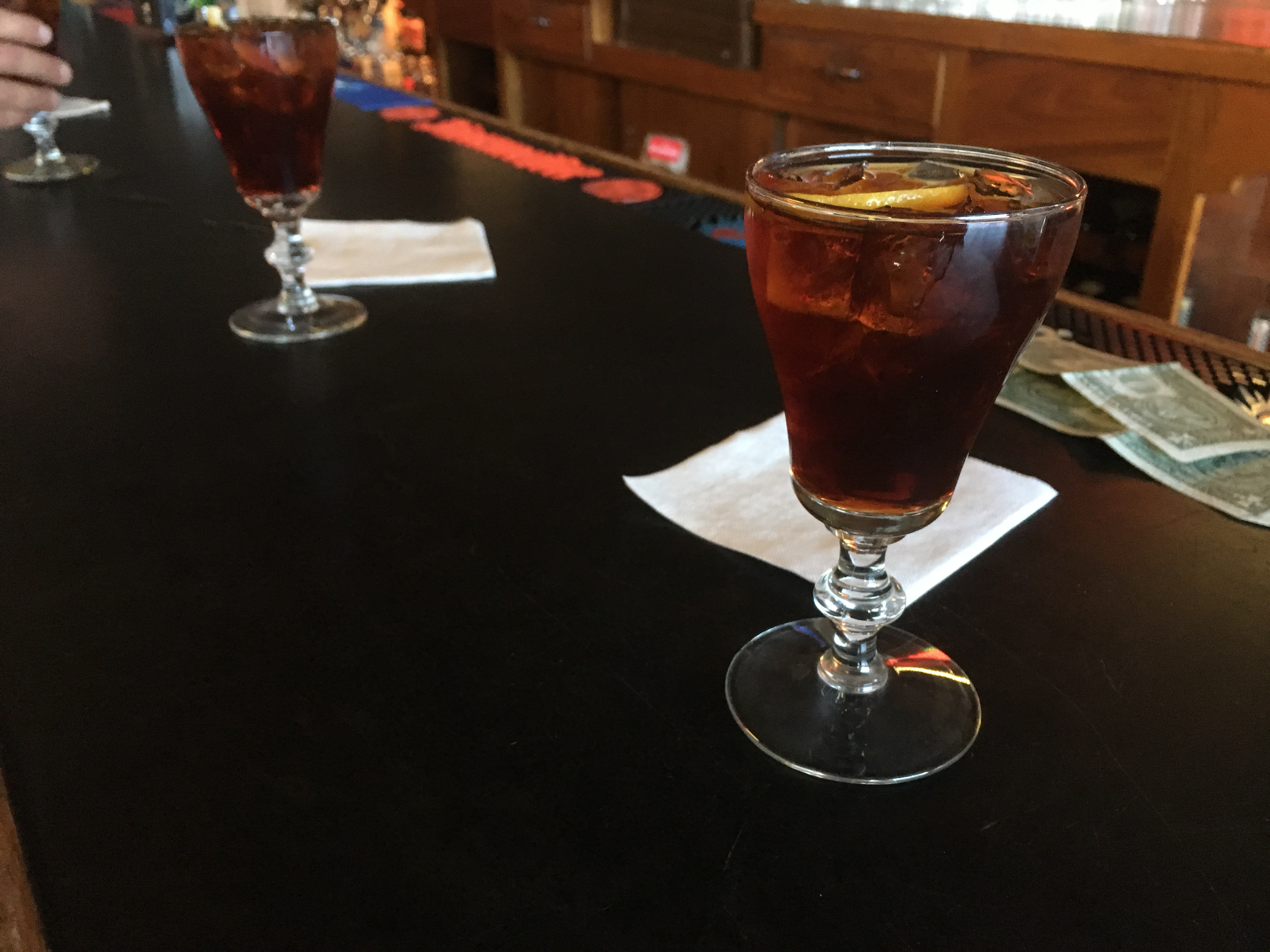
Ein Picon Punch Cocktail

Im angloamerikanischen Raum exisitert zudem ein Cocktail namens "Picon Punch", welcher aus Picon, Sodawasser, Grenadinesirup, einem Spritzer Zitrone sowie einem kleinen Schuss Brandy zubereitet wird. Das Getränk wurde ursprünglich von baskischen Einwanderern in den Vereinigten Staaten kreiert. Da Picon in den Vereinigten Staaten schwer erhältlich war, griff man oft auf ähnliche Amaro-Liköre zurück. Mittlerweile ist es auch im Baskenland bekannt und wird oft mit der baskischen Kultur assoziiert.  Picon Punch ist besonders in baskischen Restaurants und Bars im Westen der Vereinigten Staaten populär, insbesondere in Süd-Idaho, Nord- und Zentralkalifornien, sowie im Norden Nevadas. Im Jahr 2025 wurde der Picon Punch offiziell zum Staatscocktail von Nevada erklärt.

## Varianten
Die Originalrezeptur von 1837 enthielt bis in die 1970er Jahre einen Alkoholgehalt von ursprünglich 39 % Vol. Danach wurde sie auf 21 % Vol. reduziert, seit 1989 wird sie als Picon Amer vertrieben. Ab 1990 wurden weitere Aperitif-Varianten eingeführt, die gezielt auf unterschiedliche Trinkgewohnheiten ausgerichtet waren. Diese haben alle einen Alkoholgehalt von 18 % Vol.
- Picon-Bière oder Picon à l’Orange: Diese Version wurde speziell für Biermischgetränke entwickelt. Hierbei wird der Likör wahlweise mit mildem Lagerbier oder Pilsner aufgefüllt, sodass die Schaumkrone leicht bräunlich wird. Das Getränk kann mit einem Schuss Zitronensaft oder -sirup ergänzt werden. Die Bezeichnung „Picon-Bière“ bezeichnet dabei sowohl das Getränk (Picon mit Bier gemischt) als den Likör selbst.
- Picon Club: Geschmacklich ähnelt es Picon à l’Orange, ist jedoch etwas leichter und fruchtiger abgestimmt und wird herkömmlicherweise mit Weißwein als Cocktail zubereitet.
- Picon Citron: Produktvariante mit Zitronenschalenaromen. Kommerziell war Picon Citron weniger erfolgreich, weshalb die großflächige Vermarktung in den 2010ern weitgehend eingestellt wurde.